# Santa Ana de Pusa
Santa Ana de Pusa ist ein Ort und eine zentralspanische Gemeinde (municipio) mit 342 Einwohnern (Stand: 2024) in der Provinz Toledo in der Autonomen Gemeinschaft Kastilien-La Mancha. 

## Lage und Klima
Santa Ana de Pusa liegt am Nordrand der Montes de Toledo gut 75 km (Fahrtstrecke) westsüdwestlich von Toledo in einer Höhe von ca. 595 m. Das Klima im Winter ist rau, im Sommer dagegen trocken und warm; der Regen (649 mm/Jahr) fällt – mit Ausnahme der trockenen Sommermonate – übers Jahr verteilt.

## Bevölkerungsentwicklung
| Jahr      | 1970 | 1981 | 1991 | 2001 | 2011 | 2021 |
| Einwohner | 674  | 495  | 417  | 370  | 532  | 346  |

Aufgrund der Mechanisierung der Landwirtschaft und der Aufgabe von bäuerlichen Kleinbetrieben ist die Einwohnerzahl der Gemeinde seit der Mitte des 20. Jahrhunderts zurückgegangen.

## Sehenswürdigkeiten

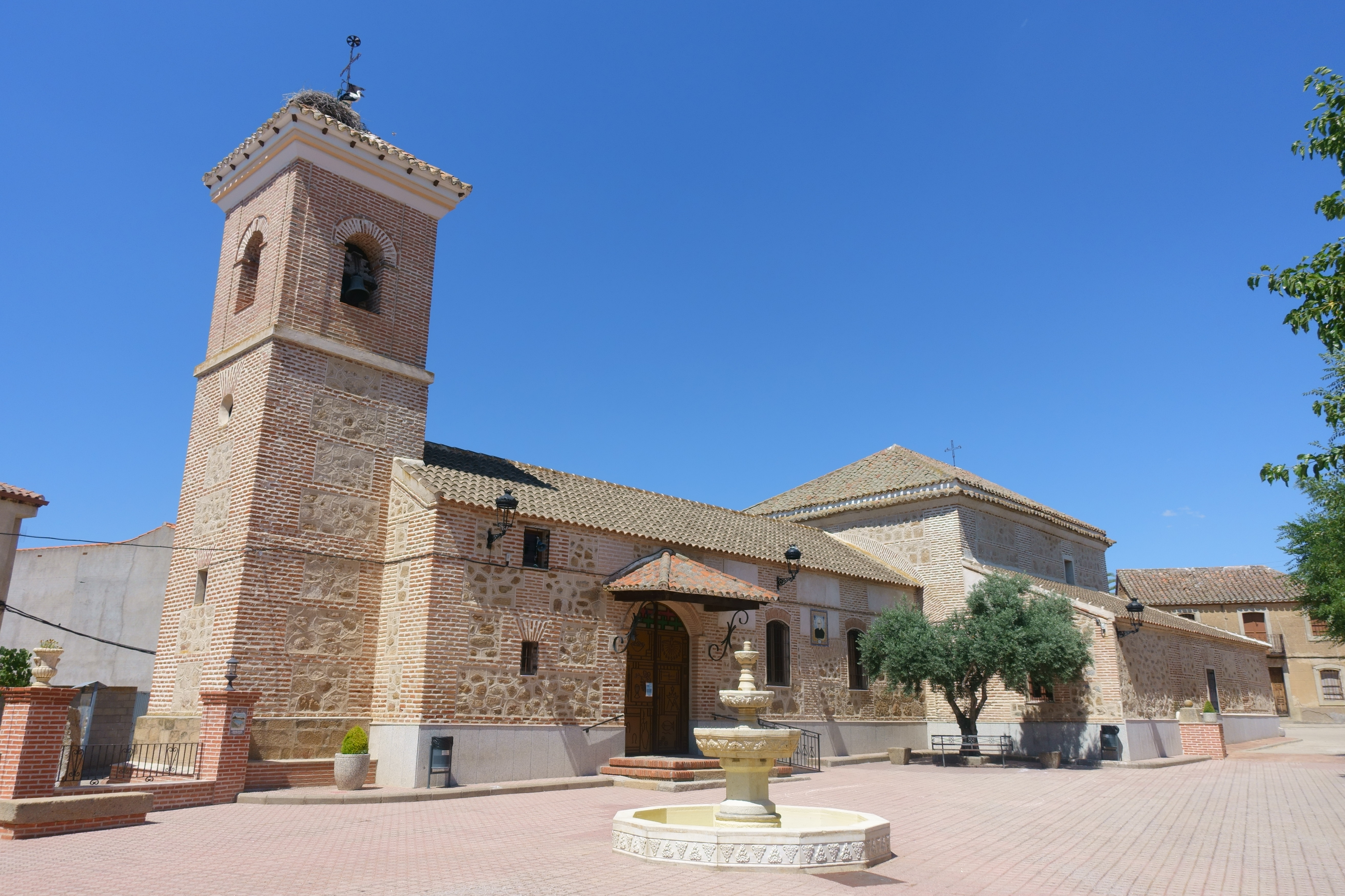
Annenkirche
- Rathaus

- Annenkirche
- Rathaus